# Skuvtjärnen
Skuvtjärnen är en sjö i Nordanstigs kommun i Hälsingland och ingår i Gnarpsåns huvudavrinningsområde. Sjöns area är 0,034 kvadratkilometer och den befinner sig 131 meter över havet.